# Scilla arenaria
Scilla arenaria är en sparrisväxtart som beskrevs av John Gilbert Baker. Scilla arenaria ingår i släktet blåstjärnesläktet, och familjen sparrisväxter. Inga underarter finns listade i Catalogue of Life.